# Magyarországi Szlávok Antifasiszta Frontja
A Magyarországi Szlávok Antifasiszta Frontja (szlovákul: Antifašistický front Slovanov v Maďarsku, oroszul: Антифашистский Фронт славян в Венгрии) a magyarországi szlávság népmozgalma 1945 és 1947 között, a Magyarországi Délszlávok Demokratikus Szövetsége elődszervezete.

## Története

### A Front megalakulásának előzményei, jugoszláv népfelszabadító bizottságok
A jugoszláv propaganda már Szabadka visszafoglalása után megkezdte a trianoni határ megkérdőjelezését, a területi követelések nem csupán helyi jugoszláv fegyveres csoportok „magán kezdeményezése” volt. Az 1944. november 5-én megrendezett szabadkai felszabadítási ünnepségen a szónokok is felvetették a "bajai háromszög" kérdését, és Titóhoz intézett táviratukban reményüket fejezték ki, hogy „ellentétben a letűnt bűnös jugoszláv kormányokkal, Titóék nem mulasztják el a bajai háromszöget bekebelezni”. A bajai háromszögre vonatkozó területi igényét Tito a Sztálinnal folytatott, 1945. januári tárgyalásain is felvetette.
1944-45 fordulóján fegyveres jugoszláv csoportok szállták meg Baját és a környező falvakat, és jugoszláv mintára "népfelszabadító bizottságokat és rendőrséget" (odbor és milicija) szerveztek. Garán, Hercegszántón és Csávolyon kikiáltották a települések Jugoszláviához történő csatlakozását. A Szeged melletti Szőregen és Deszken is jugoszláv fegyveresek tartották egy ideig kezükben a hatalmat, ahogy néhány Vas megyei, szlovének által lakott községben is, például Felsőszölnökön, Szakonyfalun, Rábatótfalun. Letenye környékén jugoszláv fegyveresek „fegyverrel felszerelve, házról, házra járva gyűjtötték az aláírásokat” a terület Jugoszláviához csatolása érdekében. A Zala vármegyei alispán egyenesen a honvédelmi miniszterhez fordult segítségért, mert mint 1945. május 11-én kelt levelében írta, napok óta egy 68 fős partizán alakulat ,garázdálkodik” az olajtelepek körül, „naponta fosztogatnak, lovakat fognak ki a kocsikból...” és a magyar rendőröket „megkötözve magukkal hurcolták”. Baján, Csikérián, Tompán, Bácsalmáson az orosz katonák fegyveres beavatkozására is szükség volt, hogy feltartóztassák a fegyveres partizánokat.

### A Front megalakulása
Magyarországi szlovákok, horvátok, szerbek és szlovénok 1945. február 18-án Battonyán alakították meg közös szervezetüket Magyarországi Szlávok Antifasiszta Frontja néven. A következő néhány hétben Békés és Csongrád megyében, valamint a bajai járás horvátok és szerbek által is lakott településein sorra létrehozták a Front helyi szervezeteit is. 1945. április 2-án Bácska-Baranyai Szláv Kulturális Egyesület néven alakítottak egy szervezetet, ami néhány hét múlva csatlakozott a Fronthoz. 1945 nyarán Pest megyében is alakultak helyi szervezetek. Augusztusban Pécsett területi titkárságot hoztak létre. 1945. december 3-án alakult meg Mohácson a Front délszláv szekciója, ami ugyan "kulturális szervezetként" határozta meg önmagát, de a hivatalos jugoszláv propagandától átvéve célként jelölte meg a "bajai háromszög" Jugoszláviához csatolásának lehetőségét. A Front helyi szervezetei Bácsalmáson, Csávolyon, Katymáron, Csikérián, Bácsbokodon, Felsőszentivánon, Garán, Hercegszántón és Vaskúton fejtették ki fokozottabban tevékenységüket.

### A Magyar Kommunista Párt árnyékában
A Magyar Kommunista Párt és a Szlávok Antifasiszta Frontja között szoros politikai és személyi kapcsolat volt. Békés, Csongrád és Bács-Kiskun megyében, de másutt is, főleg a horvátok és szerbek által lakott településeken. A Front helyi szervezeteinek alapító tagjai egyben a Magyar Kommunista Párt tagjai is voltak többségükben. Az 1947. augusztus 31-i parlamenti választásokon a Front alapítótagjai az MKP listáin indultak, a Front főtitkára, Rob Antun (v. Rob Anton ) a Magyar Kommunista Párt színeiben lett parlamenti képviselő.

### Magyarországi Délszlávok Demokratikus Szövetsége
A Front II. Országos Konferenciáját 1947. október 5-6-án Bácsalmáson tartotta. Az időközben megváltozott politikai és katonai erőviszonyoknak megfelelően a trianoni határok megváltoztatásának célja háttérbe szorult, és az anyanyelvi oktatás megvalósítása, a délszláv nyelvhasználat, valamint a számarányuknak megfelelő képviselet a közigazgatásban lettek célként megfogalmazva. Követelték továbbá, hogy „távolítsák el a határsávból a svábokat és azokat a Jugoszláviából ide menekült elemeket, akik rosszindulatú propagandájukkal mérgezik a két szomszéd nép jóviszonyát". A Front párttá alakításának lehetőségét is megvitatták, de végül csak a névváltoztatás kérdésében született döntés, hogy a Front a jövőben Magyarországi Délszlávok Demokratikus Szövetsége néven folytatja tevékenységét. A Magyarországi Délszlávok Demokratikus Szövetsége a Kádár-rendszer bukását követő feloszlatásáig, 1990-ig működött ezen a néven, amikor a Magyarországi Horvátok Szövetsége vette át a helyét.